# 드니 파팽

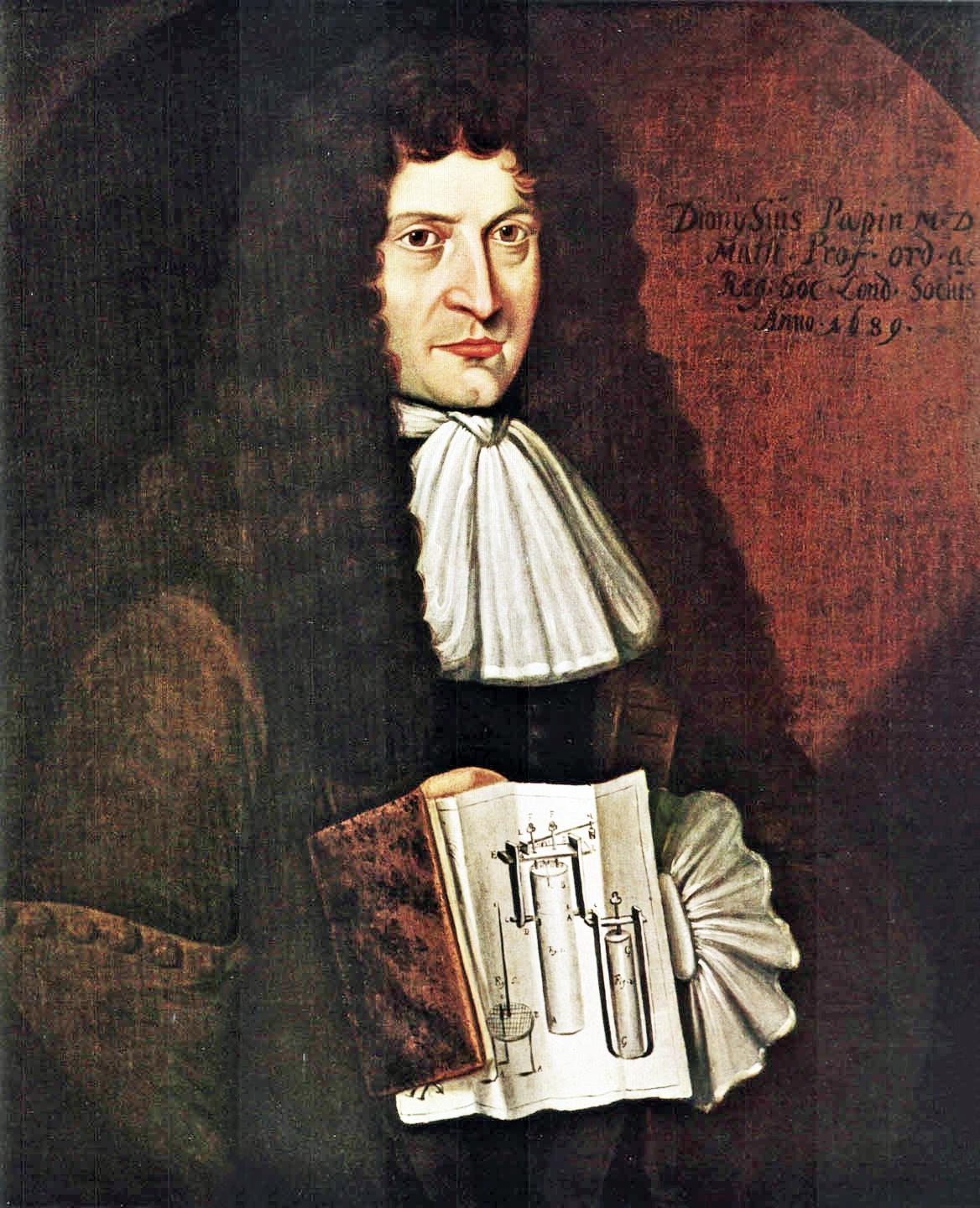
드니 파팽

드니 파팽(프랑스어: Denis Papin, 1647년~1712년)은 프랑스의 물리학자, 수학자, 발명가이다. 증기 기관의 개척자로 알려져 있다.

## 프랑스에서의 삶
루아르에셰르주의 블루아에서 태어나 예수회 계열의 학교를 다녔다. 앙제의 대학에서 1669년 의학 학위를 얻었다. 1693년, 파리에서 크리스티안 하위헌스와 고트프리트 라이프니츠와 함께 일하면서 진공을 통해 동력을 얻는 데 관심을 가지게 되었다.

## 런던으로
파팽은 1675년 처음으로 런던을 방문했다. 1676년부터 1679년까지 로버트 보일과 함께 일했다. 이 기간 동안 파팽은 압력솥의 일종인 steam digester를 발명했다.